# ۵۷۷ (میلادی)
۵۷۷ (میلادی) پانصد و هفتاد و هفتمین سال تقویم میلادی است.

## درگذشتگان
‎